# Kerkstraat 13 (Soest)
Kerkstraat 13 is een rijksmonument in de Kerkebuurt van Soest in de provincie Utrecht.
In de bijna symmetrische voorgevel zijn vier schuifvensters met roedenverdeling. De voordeur met een daarboven een bovenlicht met houtsnijwerk bevindt zich rechts in de voorgevel. In de afgewolfde topgevel is een zolderluik met bovenlicht. Aan weerszijden zit een klein zoldervenster.
Het woonwinkelhuis staat op de hoek met de Peter van den Breemerweg en werd in 1737 gebouwd. Links van het huis werd in 1906 een bakkerij gebouwd, in 1948 werd een garage met aanbouw gerealiseerd aan de achterzijde.

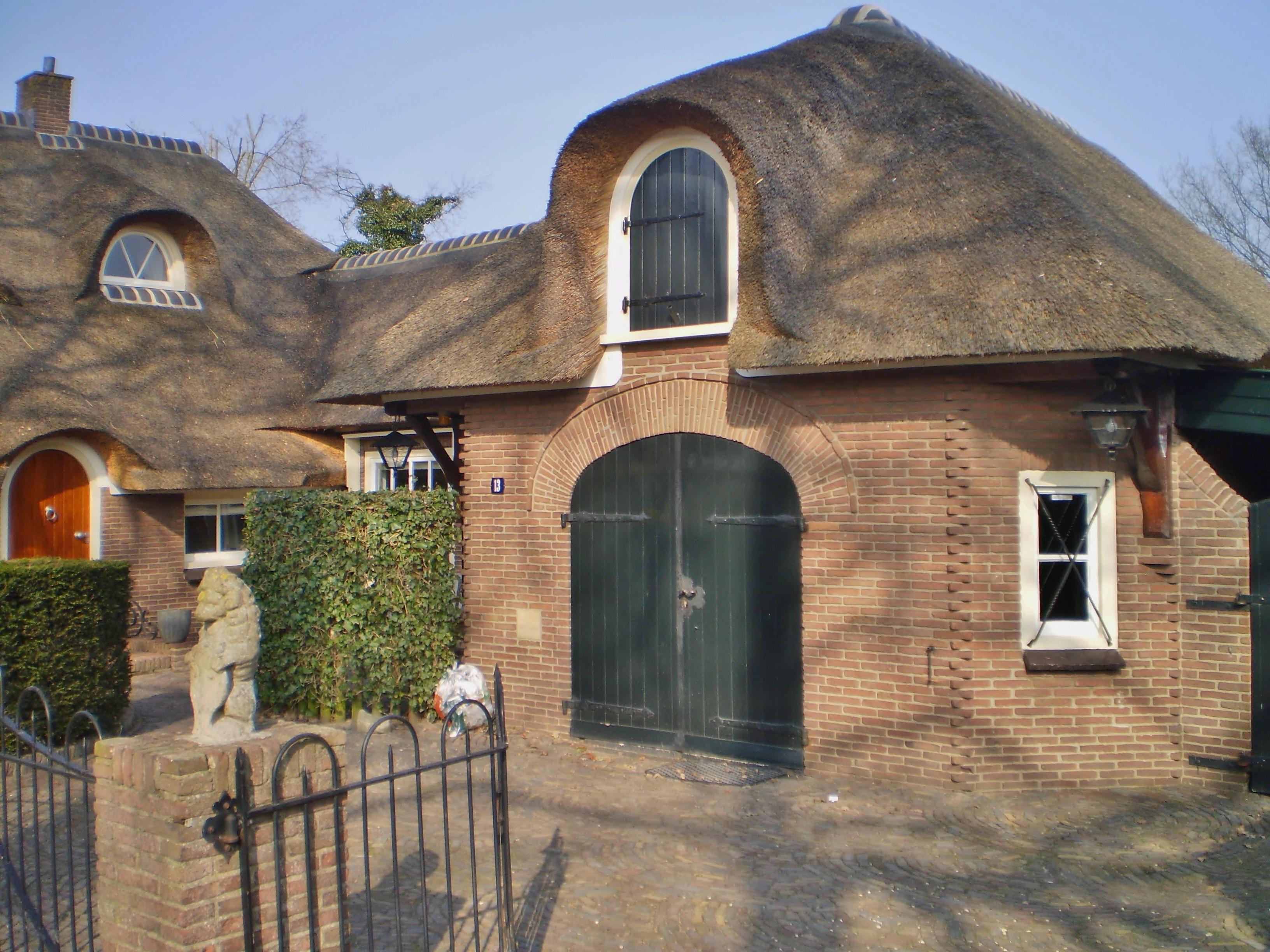
Achterzijde